# Cyperus moutona
Cyperus moutona là loài thực vật có hoa trong họ Cói. Loài này được F.Br. mô tả khoa học đầu tiên năm 1931.